# هربرت ساندبرغ
هربرت ساندبرغ (بالبولندية: Herbert Sandberg)‏ هو مقاوم وفنان بولندي، ولد في 18 أبريل 1908 في بوزنان في بولندا، وتوفي في 18 مارس 1991 في برلين في ألمانيا.